# Alatriste
Alatriste is een Spaanse speelfilm uit 2007 van Agustín Díaz Yanes. Het verhaal is gebaseerd op de serie-boeken onder de naam De avonturen van Kapitein Alatriste (Las aventuras del Capitán Alatriste) van Arturo Pérez-Reverte. De film is met een budget van € 24.000.000 de duurste Spaanstalige film. Het verhaal speelt zich af in het 17e-eeuwse Spanje met fictionele en op waarheid gebaseerde karakters.
Voor de Nederlandse cinema is deze film speciaal te noemen omdat het verhaal zich ook gedeeltelijk afspeelt tijdens de Tachtigjarige Oorlog waarin ook Nederlands wordt gesproken, zo wordt het Beleg van Breda kort belicht.

## Verhaal
Het verhaal begint in de eerste helft van de 17e eeuw in het Spaanse rijk. Diego Alatriste is een soldaat die dient onder Koning Filips IV tijdens de Tachtigjarige Oorlog. Het verhaal gaat dan over naar de Nederlanden, waar een groep onder leiding van Diego Alatriste tegen de Nederlanders vecht. Lope Balboa sneuvelt tijdens dit gevecht en Alatriste moet beloven om zijn zoon onder diens hoede te nemen. Als Alatriste terugkeert in Madrid ontvangt hij Inigo Balboa en maakt hem tot zijn schildknaap. Vervolgens wordt Alatriste ingehuurd om samen met de Italiaanse huurmoordenaar Gualterio Malatesta de Prins van Wales om te brengen, die net een bezoek brengt aan het Spaanse hof. Achter het complot zitten Emilio Bocanegra en Luis de Alquézar maar van de moord wordt afgezien. Alatriste keert dan weer terug naar Nederland in 1624 en neemt deel aan de laatste strubbelingen rond de overgave van Breda. Na enkele jaren Nederland keert hij terug naar Spanje, waar hij constateert dat zijn schildknaap Inigo verliefd is geworden op de adellijke Angelica, maar zij ziet echter van een relatie af. Alatriste zelf beleeft een romance met een oude vlam, de actrice Maria de Castro, een oude liefde van Filips IV, waardoor hij te maken krijgt met een van Filips mannen Gualdamedina. Na een aantal duels wordt Inigo naar de galeien gezonden en Alatriste gevangengezet. Aan het einde dienen beide mannen hun land bij de Slag bij Rocroi.

## Rolverdeling
- Viggo Mortensen als Diego Alatriste
- Javier Cámara als de Graaf-Hertog van Olivares
- Eduardo Noriega als de Graaf van Guadalmedina
- Juan Echanove als schrijver Francisco de Quevedo
- Unax Ugalde als Íñigo de Balboa, Alatristes Baskische schildknaap
- Elena Anaya als Angélica de Alquézar, een jonge femme fatale
- Ariadna Gil als María de Castro
- Francesc Garrido als politieman Saldaña
- Blanca Portillo als de inquisitor Emilio Bocanegra
- Paco Tous als Francisco de Melo
- Eduard Fernández als Sebastián Copons

## Prijzen en nominaties
| Jaar | Prijs                           | Categorie                | Genomineerde                              | Resultaat   |
| ---- | ------------------------------- | ------------------------ | ----------------------------------------- | ----------- |
| 2007 | Premios Goya (21ste uitreiking) | Beste film               | Alatriste                                 | Genomineerd |
| 2007 | Premios Goya (21ste uitreiking) | Beste regisseur          | Agustín Díaz Yanes                        | Genomineerd |
| 2007 | Premios Goya (21ste uitreiking) | Beste acteur             | Viggo Mortensen                           | Genomineerd |
| 2007 | Premios Goya (21ste uitreiking) | Beste mannelijke bijrol  | Juan Echanove                             | Genomineerd |
| 2007 | Premios Goya (21ste uitreiking) | Beste vrouwelijke bijrol | Ariadna Gil                               | Genomineerd |
| 2007 | Premios Goya (21ste uitreiking) | Beste bewerkt scenario   | Agustín Díaz Yanes                        | Genomineerd |
| 2007 | Premios Goya (21ste uitreiking) | Beste camerawerk         | Paco Femenia                              | Genomineerd |
| 2007 | Premios Goya (21ste uitreiking) | Beste montage            | José Salcedo                              | Genomineerd |
| 2007 | Premios Goya (21ste uitreiking) | Beste artdirector        | Benjamín Fernández                        | Gewonnen    |
| 2007 | Premios Goya (21ste uitreiking) | Beste productiemanager   | Cristina Zumárraga                        | Gewonnen    |
| 2007 | Premios Goya (21ste uitreiking) | Beste geluid             | Pierre Gamet, Dominique Menegum, Grisolet | Genomineerd |
| 2007 | Premios Goya (21ste uitreiking) | Beste speciale effecten  | Reyes Abades, Rafael Solorzano            | Genomineerd |
| 2007 | Premios Goya (21ste uitreiking) | Beste kostuums           | Francesca Sartori                         | Gewonnen    |
| 2007 | Premios Goya (21ste uitreiking) | Beste grime en haarstijl | José Luis Pérez                           | Genomineerd |
| 2007 | Premios Goya (21ste uitreiking) | Beste filmmuziek         | Roque Baños                               | Genomineerd |